# Tanichthys
Таніхтис (Tanichthys) — рід дрібних тропічних зграйних риб зі Східної Азії, єдиний у родині таніхтові (Tanichthyidae).
Станом на листопад 2023 року включав 10 видів:
- Tanichthys albiventris  Li, Bohlen & Liao, 2022
- Tanichthys albonubes  Lin, 1932
- Tanichthys flavianalis  Li, Liao & Shen, 2022
- Tanichthys guipingensis  Jin, Li & Zhao, 2022
- Tanichthys huidongensis  Jin, Li & Zhao, 2022
- Tanichthys kuehnei  Bohlen, Dvorák, Thang & Šlechtová, 2019
- Tanichthys luheensis  Jin, Li & Zhao, 2022
- Tanichthys micagemmae  Freyhof & Herder, 2001
- Tanichthys shenzhenensis  Jin, Li & Zhao, 2022
- Tanichthys thacbaensis  Nguyen & Ngô, 2001

В минулому рід Tanichthys зараховували до підродин Leuciscinae, Danioninae або Acheilognathinae в складі родини коропових (Cyprinidae). Згодом колишня родина Cyprinidae була визнана як серія окремих родин, при цьому рівень її підродин був підвищений до родин і додатково було створено декілька нових родин, серед них і Tanichthyidae. Дійсність родини Tanichthyidae була підтверджена молекулярно-філогенетичними доказами. Зокрема, було встановлено, що рід Tanichthys є монофілетичним і виявляє споріднені зв'язки з монотипним родом Tinca.
Таніхтиси — дрібні рибки, стандартна (без хвостового плавця) довжина яких не перевищує 33 мм. Мають видовжене, струнке, трохи стиснуте з боків тіло. Рот верхній, нижня щелепа трохи виступає вперед. Характерними ознаками представників роду є злиті носові отвори та ороговілі горбики на морді позаду передщелепної кістки в дорослих самців. Хвостовий плавець дволопатевий. Основне забарвлення коричневе, спинка темніша, черево сріблясто-біле. Від ока до основи хвостового плавця тягнеться світла смуга, яка знизу супроводжується темною. Плавці жовтуваті, з червоними ділянками. Кольори та малюнок забарвлення є важливою ознакою для ідентифікації окремих видів. Це стосується відмінностей у кольорі країв спинного та анального плавців, розташування та ширини темної бічної смуги, а також кольору забарвлення тіла під бічними смугами. Існують також відмінності в кількості розгалужених променів анального плавця в окремих видів.
Поширені на півдні Китаю (Гуандун, Гуансі, Гонконг, Хайнань), у північному та центральному В'єтнамі (провінції Куангнінь, Єнбай, Куангбінь, Куангчі, Тхиатх'єн-Хюе). Малюнок поширення роду Tanichthys відзначається точковим, розірваним ареалом. Лише T. albonubes зустрічається на значній території, решта видів обмежується конкретними річковими басейнами й географічно ізольовані один від одного. Водяться в струмках зі швидкою течією. Локальне проживання в невеликих струмках призводить до того, що таніхтисів легко не помітити, й тому можна передбачити існування додаткових, поки ще невідомих популяцій.
Тривалий час рід вважався монотипним і складався лише з одного виду Tanichthys albonubes. 2001 року було описано 2 нових види (Tanichthys micagemmae і Tanichthys thacbaensis), а 2019 року — ще один (Tanichthys kuehnei); всі вони походять із В'єтнаму. Комплексні молекулярні дослідження восьми диких популяцій Tanichthys albonubes, результати яких були опубліковані 2020 року, засвідчили наявність між ними значних генетичних відмінностей. Було висловлене припущення, що насправді існує комплекс видів T. albonubes, який складається із семи криптичних видів, шість із яких можуть бути новими, ще неописаними видами. В той же час морфологічні відмінності між цими популяціями є незначними. Сильні генетичні відмінності між ними пояснюють тривалою географічною ізоляцією в межах зовсім малих територій. 2022 року 6 криптичних видів були діагностовані як нові види роду Tanichthys на основі зовнішньої морфології, малюнку забарвлення та остеологічних ознак.
Tanichthys thabacensis відрізняється від решти видів Tanichthys формою рота та позицією анального плавця. Була висловлена гіпотеза про можливу належність його до роду Aphyocypris. На жаль, існують проблеми зі з'ясуванням родової належності виду. Типові зразки T. thacbaensis були втрачені, а типова місцевість зруйнована через спорудження греблі, лишився тільки оригінальний опис із малюнком.
Tanichthys albonubes є популярною акваріумною рибою. Цих барвистих і рухливих рибок вже давно тримають і розводять в неволі. Серед акваріумістів вид відомий під назвою кардинал. Їхнє утримання нескладне. Існує виведена вуалева форма з подовженими плавцями.